# Pontonides unciger
Pontonides unciger är en kräftdjursart som beskrevs av William Thomas Calman 1939. Pontonides unciger ingår i släktet Pontonides och familjen Palaemonidae. Inga underarter finns listade i Catalogue of Life.